# Euskaltel-Euskadi/2023
Deze pagina geeft een overzicht van de Euskaltel-Euskadi-wielerploeg in 2023.

## Algemene gegevens
Teammanager: Jesus Ezkurdia
Ploegleiders:Jorge Azanza, Iñaki Isasi, Pello Olaberria
Fietsmerk:

## Renners
| Naam                     | Geboortedatum | Nationaliteit | Ploeg 2022                               |
| ------------------------ | ------------- | ------------- | ---------------------------------------- |
| Enekoitz Azparren        | 05-08-2002    | Spanje        | Laboral Kutxa-Fundación Ciclista Euskadi |
| Xabier Azparren          | 25-02-1999    | Spanje        |                                          |
| Ibai Azurmendi           | 11-06-1996    | Spanje        |                                          |
| Iker Ballarin            | 04-05-1997    | Spanje        |                                          |
| Xabier Berasategi        | 04-08-2000    | Spanje        | Laboral Kutxa-Fundación Ciclista Euskadi |
| Mikel Bizkarra           | 21-08-1989    | Spanje        |                                          |
| Joan Bou                 | 16-01-1997    | Spanje        |                                          |
| Carlos Canal             | 28-06-2001    | Spanje        |                                          |
| Unai Cuadrado            | 26-09-1997    | Spanje        |                                          |
| Asier Etxeberria         | 19-07-1998    | Spanje        |                                          |
| Peio Goikoetxea          | 14-02-1992    | Spanje        |                                          |
| Unai Iribar              | 12-06-1999    | Spanje        |                                          |
| Xabier Isasa             | 24-08-2001    | Spanje        |                                          |
| Mikel Iturria            | 16-03-1992    | Spanje        |                                          |
| Txomin Juaristi          | 20-07-1995    | Spanje        |                                          |
| Juan José Lobato         | 30-12-1988    | Spanje        |                                          |
| Andoni López de Abetxuko | 03-08-1999    | Spanje        | Equipo Amateur Caja Rural-Seguros RGA    |
| Gotzon Martín            | 15-02-1996    | Spanje        |                                          |
| Luis Ángel Maté          | 23-03-1984    | Spanje        |                                          |
| Antonio Jesús Soto       | 24-12-1994    | Spanje        |                                          |

### Vertrokken
| Naam           | Geboortedatum | Nationaliteit | Ploeg 2023 |
| -------------- | ------------- | ------------- | ---------- |
| Antonio Angulo | 18-02-1992    | Spanje        | Burgos-BH  |
| Mikel Aristi   | 28-05-1993    | Spanje        | Gestopt    |
| Julen Irizar   | 26-03-1995    | Spanje        | Gestopt    |

## Overwinningen
Ruta del Sol
Bergklassement: Gotzon Martín
Ronde van Rwanda
Ploegklassement: *1)
Ronde van Asturië
Ploegklassement: *2)
Ronde van Portugal
6e etappe: Luis Ángel Maté
10e etappe: Txomin Juaristi
*1) Ploeg Ronde van Rwanda: Berasategi, Bizkarra, Etxeberria, Iribar, Iturria
*2) Ploeg Ronde van Asturië: Azurmendi, Bou, Ballarin, Bizkarra, Iturria, Juaristi, Maté
Bingoal Pauwels Sauces WB · Bolton Equities Black Spoke · Burgos-BH · Caja Rural-Seguros RGA · EOLO-Kometa · Equipo Kern Pharma · Euskaltel-Euskadi · Green Project-Bardiani-CSF-Faizanè  · Human Powered Health · Israel-Premier Tech · Lotto-Dstny · Q36.5 Pro Cycling Team · Team Corratec · Team Flanders-Baloise · Team Novo Nordisk · Team TotalEnergies · Tudor Pro Cycling Team · Uno-X Pro Cycling Team
2022 · 2023 · 2024 · 2025